# Liste des races de poules françaises

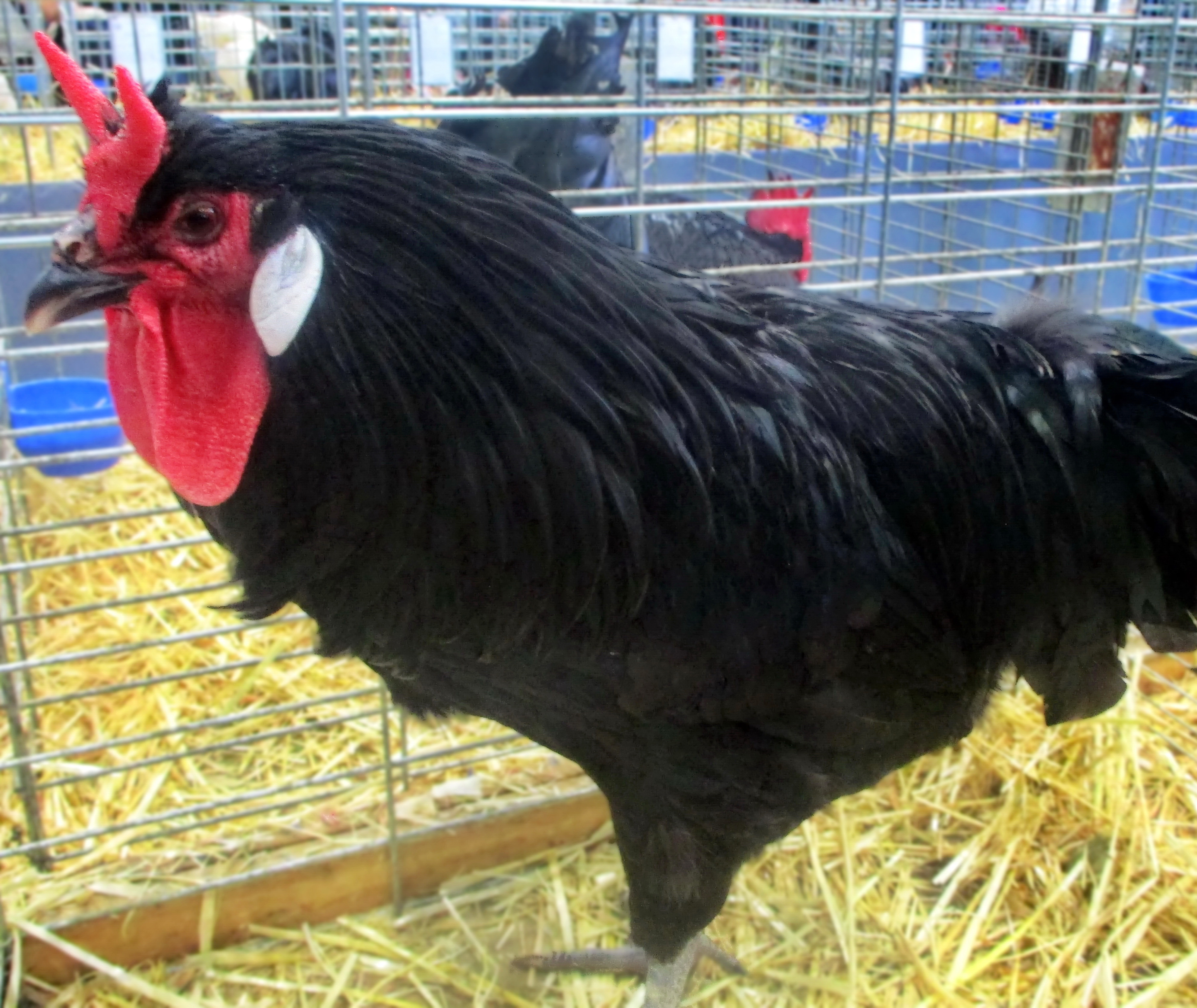
Coq de race La Flêche.

Cette liste regroupe les races de poules françaises officiellement reconnues ou historiquement documentées.
Le Standard officiel des volailles (poules, oies, dindons, canards et pintades) édité par la Société centrale d'aviculture de France recense et définit les critères de sélection et d'exposition des races et sert de référence aux juges lors de la distribution des prix en concours.
Pour figurer au standard européen, une race doit être reconnue dans au moins deux pays. C'est le standard du pays d'origine qui prévaut lors des concours internationaux.
Par définition, ces races sont domestiques, même si certaines ont des caractères ou des origines sauvages.

## Histoire de l'avicultureenFrance

### Antiquité

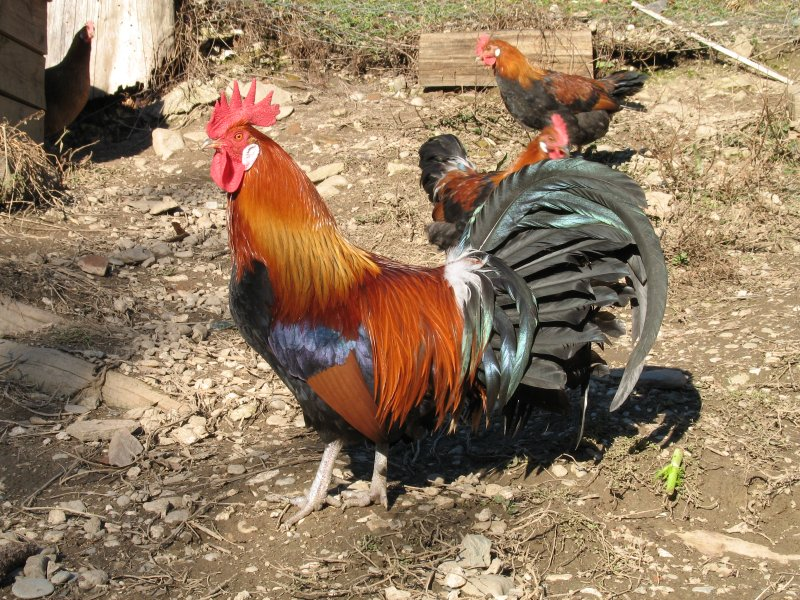
Le coq gaulois, emblème sportif de la France

L'arrivée du coq domestique (Gallus gallus) en France est très ancienne, sa présence y est déjà attestée en Gaule lors de la conquête romaine, bien présent dans le paysage.
Il y a plusieurs possibilités quant aux origines des premiers sujets introduits. Les plus logiques semblent une arrivée en Méditerranée par navire à partir de 1200 av. J.-C. via les navigateurs phéniciens, puis grecs et lors des migrations celtes, vers 600 av. J.-C. à partir de l'est de la France.
Les premiers sujets arrivés devaient ressembler au coq gaulois qui ressemble au coq doré sauvage, mais avec une masse plus forte. Par choix religieux (païen), sous l'Empire romain, la sélection s'orienta vers les sujets au plumage noir, qui vont dominer en France pendant plusieurs siècles.

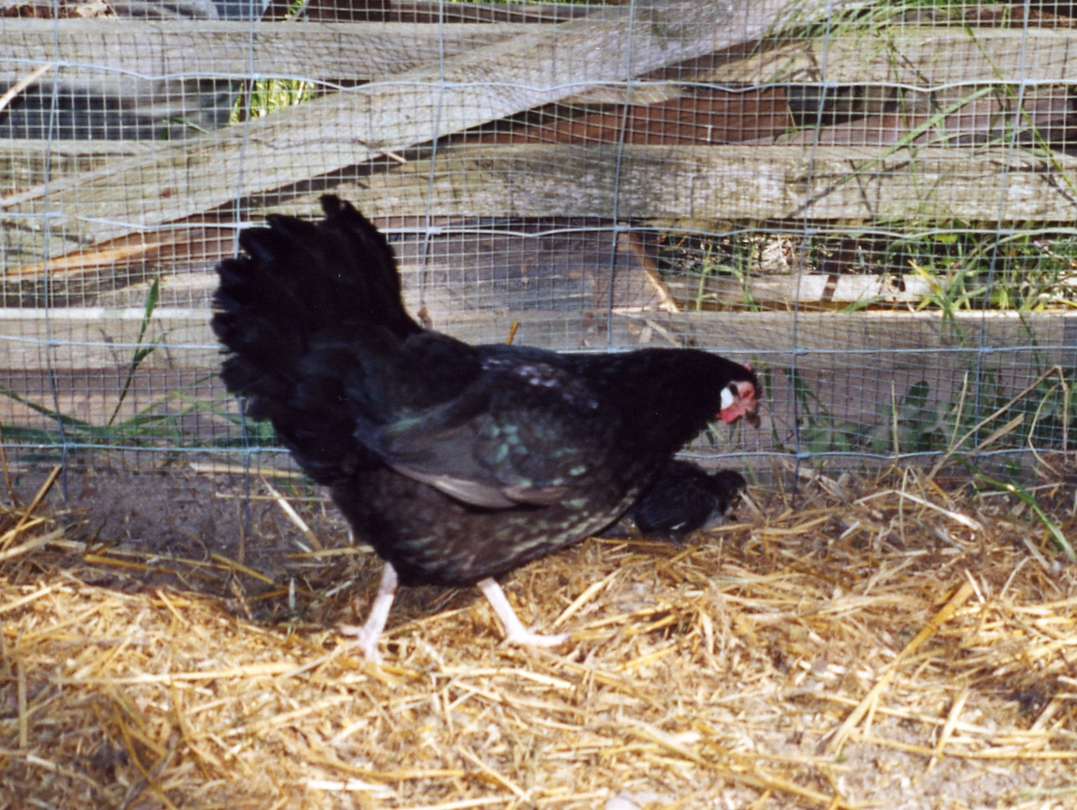
Une poule d'Alsace noire

Toutes les races indigènes d'Europe pondent des œufs à la coquille blanche et ont une ossature fine, elles volent bien et dorment perchées dans les arbres sans problème.
- Races issues des souches d'origine de cette époque par leur phénotype :

l'alsacienne, l'ardennaise, la barbezieux, la bresse-gauloise, la caussade, la poule de Caux (disparue), la courtes-pattes, la gasconne, la gauloise dorée, la hergnies et la landaise.

### Moyen Âge

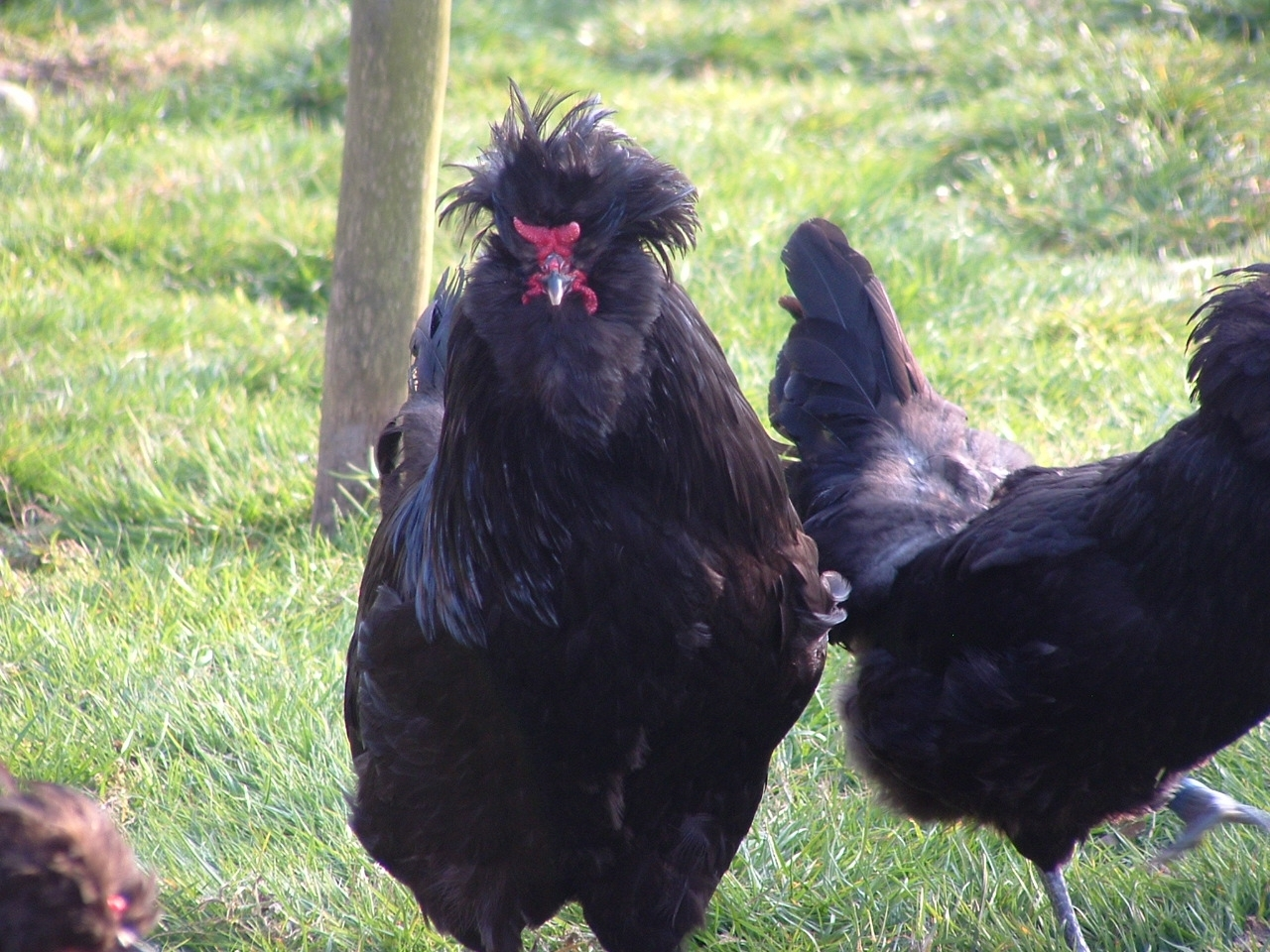
Coq crèvecœur.

Au Moyen Âge, les volailles sont omniprésentes dans les basses-cours.
Les poules de cette époque sont issues d'une continuité génétique des volailles indigènes de l'Antiquité, ainsi que l'apport de volailles semblables, arrivées lors des grandes invasions.
À la fin du Moyen Âge, on note également l'arrivée en France des poules huppées en provenance d'Europe du Nord, dont est issue directement la crèvecœur.
- Races issues des poules de cette époque :

caumont, coucou des Flandres, crèvecœur, gournay, houdan, poule de La Flèche, poule du Mans, poule du Merlerault, pavilly.

### Importation de races asiatiques (XIXesiècle)

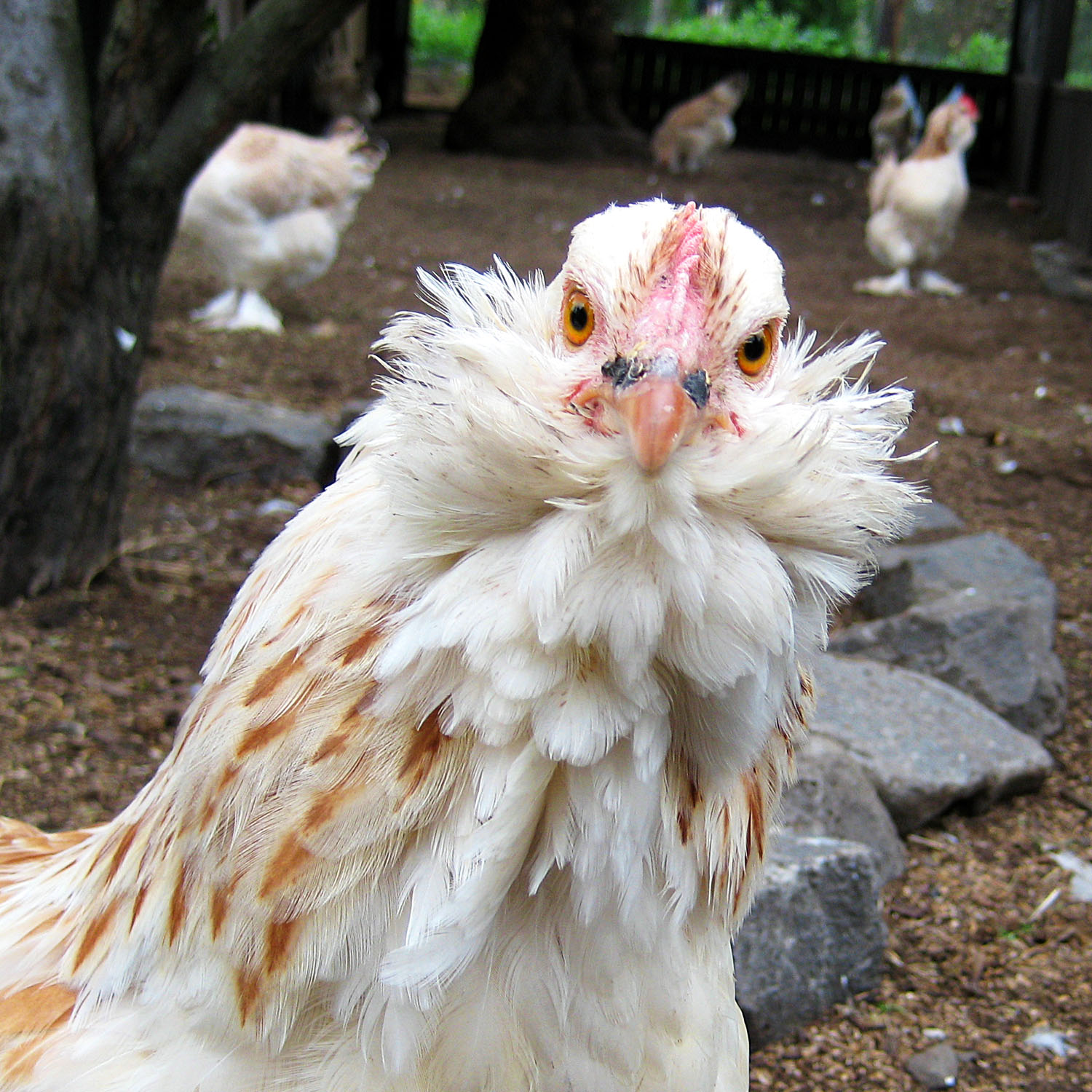
Poule faverolles claire

Au milieu du XIXe siècle se produit un bouleversement dans l'aviculture française, avec l'arrivée en Europe de volailles géantes d'Asie (Croad Langshan, cochin et combattant malais).
Impressionnés par leur taille, beaucoup d'éleveurs les croisèrent avec leurs races locales afin d'en augmenter la masse. De ces sujets métis naquirent une multitude de races nouvelles, aux compétences mixtes.
Les races asiatiques se distinguent des races indigènes par une masse plus importante et une ossature lourde, elles ne peuvent voler. De plus, elles pondent des œufs à coquille brune ou jaunâtre.
- Races issues de ces sujets métis :

bourbonnaise, bourbourg, poule de Contres, estaires, faverolles claire, faverolles foncée, géline de Touraine, poule de Mantes, poule de Marans, noire de Challans, noire du Berry.

### Élevage intensif (XXesiècle)

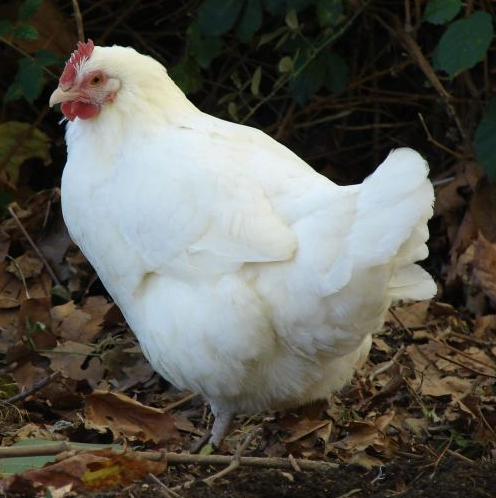
Poule gâtinaise.

Le développement de l'élevage en batterie, dans les années 1950, poursuit le phénomène de raréfaction et de disparition des races indigènes au profit de races mixtes (poule du Rhode-Island, poule du Sussex, amrock...), préférées en élevage intensif.
La gâtinaise se maintint toutefois, appréciée pour sa qualité de chair et de ponte. Les faverolles et marans subsistent en élevage intensif et industriel en tant que races pures et en croisement pour les souches F1.
Les années 1980 virent un regain d'intérêt pour les races anciennes, grâce à quelques éleveurs passionnés désireux de préserver notre patrimoine génétique et culturel avicole. Il existe environ une quarantaine de races de poules françaises, soit moins de 10 % de la biodiversité des poules françaises !
De plus, certaines races disparues sont en cours de reconstitution.

## Liste des races par taille

### Grandes races
- Alsace (Poule d') (bonne pondeuse), (bonne chair)
- Ardennaise (bonne pondeuse), (bonne chair)
- Barbezieux. Pour la chair (grande finesse) et la ponte (+200 œufs/an), la plus grande de toutes les races françaises
- Bourbonnaise. Mixte (chair et ponte)
- Bourbourg
- Bresse-Gauloise, très grande pondeuse, excellente chair (grande finesse)
- Caumont. Mixte (chair et ponte)
- Caussade. Très bonne pondeuse, bonne chair
- Caux. Disparue, en cours de reconstitution et d'homologation
- Charollaise
- Combattant du Nord, 3 variantes le grand, le petit et le nain
- Poule de Contres
- Limousine, dont le mâle est surnommé « coq de pêche »
- Cotentine
- Coucou des Flandres
- Coucou de France
- Coucou de Rennes. Mixte (chair et ponte)
- Cou nu du Forez
- Courtes-pattes. Mixte (chair et ponte)
- Crèvecœur. Pour la chair (grande finesse), mixte (chair et ponte)
- Estaires. Bonne pondeuse, bonne couveuse, chair fine, variétés :
- Faverolles française. Pour la chair (production rapide)
- Faverolles allemande
- Gasconne. Très bonne pondeuse
- Gâtinaise. Mixte (chair et ponte)
- Gauloise dorée. Bonne pondeuse
- Géline de Touraine
- Grise du Vercors résistante au froid
- Gournay. Très bonne pondeuse, mixte (chair et ponte)
- Hergnies gris foncé
- Houdan. Pour la chair (grande finesse), mixte (chair et ponte)
- Janzé
- La Flèche. Pour la chair (grande finesse), mixte (chair et ponte)
- Landaise (race de poule)
- Le Mans. Pour la chair (grande finesse), mixte (chair et ponte)
- Le Merlerault
- Lyonnaise : plumage frisé
- Mantes. Mixte (chair et ponte)
- Marans. Œufs extra-roux
- Meusienne
- Noire du Berry
- Noire de Challans
- Pavilly

### Races naines

#### Sans équivalent en grande race
- Pictave
- Javanaise

#### Nanifications des grandes races
- Alsace (Poule d')
- Ardennaise
- Caumont
- Charollaise
- Combattant du Nord
- Coq de pêche du Limousin
- Cou nu du Forez
- Crèvecœur
- Faverolles française
- Faverolles allemande
- Gasconne
- Gâtinaise
- Gournay
- Houdan
- La Flèche (certaines variétés fixées en Allemagne)
- Lyonnaise
- Mantes
- Marans Œufs extra-roux
- Merlerault
- Meusienne
- Pavilly

## Liste de races par région
- Gauloise dorée

### Alsace
- Poule d'Alsace

### Aquitaine
- Gasconne
- Landaise (race de poules)

### Auvergne
- Bourbonnaise. Mixte (chair et ponte)

### Bourgogne
- Charollaise

### Bretagne
- Coucou de Rennes
- Janzé

### Centre
- Poule de Contres
- Faverolles
- Géline de Touraine
- Noire du Berry

### Champagne-Ardenne
- Ardennaise

### Franche-Comté
- Soucouna race de poule de la Saône

### Île-de-France
- Gâtinaise
- Houdan
- Mantes

### Limousin
- Limousine

### Lorraine
- Meusienne

### Midi-Pyrénées
- Caussade

### Nord-Pas-de-Calais
- Bourbourg
- Combattant du Nord
- Coucou des Flandres
- Estaires
- Hergnies

### Normandie
- Caumont
- Caux
- Cotentine
- Courtes-pattes
- Coucou de France
- Crèvecœur (race de poule)
- Gournay
- Le Merlerault
- Pavilly

### Pays de la Loire
- Courtes-pattes
- Coucou de France
- La Flèche
- Le Mans
- Marans
- Noire de Challans

### Poitou-Charentes
- Barbezieux
- Marans

### PACA
- La Provençale

### Rhône-Alpes
- Bresse
- Cou nu du Forez
- Lyonnaise
- Grise du Vercors

## Liste des races hybrides pour la ponte (Métis F1 Industriel)
- Bleue de France ou Cendrée